# Duchesnea
Genre
Classification phylogénétique
Duchesnea est un genre de plantes à fleurs de la famille des Rosaceae.
Selon Plants of the World Online, le genre est un synonyme de Potentilla.

## Description
Ce sont de petites plantes herbacées vivaces stolonifères. Les espèces de ce genre ressemblent superficiellement à des fraisiers ou à des potentilles faux fraisiers.

## Liste d'espèces
- Duchesnea chrysantha (Zoll. & Morritz) Miq.
- Duchesnea indica (Andr.) Focke
- Duchesnea ×hara-kurosawae - hybride de Duchesnea indica et Duchesnea chrysantha

## Génétique
Le comptage chromosomique de Duchesna montre une grande variabilité : 2n=2x=14, 3x=21, 4x=28, 7x=49, 8x=56, 12x=84
Cette variabilité pourrait suggérer une origine hybride. Certaines études montrent que Duchesna pourrait avoir comme origine un hybride de Fragaria nilgerrensis (2n=2x=14) et d'une potentille tétra- ou octoploïde (2n=4x=28, 8x=56).
Les potentilles envisagées comme parents sont :
P. acaulis 2n=28
P. anglica 2n=56
P. brauneana Hoppe 2n=14
P. cinerea 2n=14, 28
P. dickinsii Franch. & Savat. 2n=14
P. fragarioides L 2n=14, 56
P. freyniana Bornm. 2n=14
P. frigida Vill 2n=28
P. gelida C.A.Mey. 2n=28, 42, 48, 64
P. megalantha Takeda 2n=70
P. norvegica L 2n=42, 56, 70
P. tucumanensis 2n=14